# Falco severus
El alcotán oriental o alcotán filipino (Falco severus), es una especie de ave falconiforme de la familia Falconidae propia del sudeste asiático. No se conocen subespecies.

## Características
Mide aproximadamente 27-30 cm de largo. En los adultos la parte trasera es castaña, gris azulado por encima con un capuchón negro y la garganta pálida. El juvenil tiene rayas negras en el pecho rojizo y tiene la espalda manchada.

## La dieta y el hábitat
El alcotán oriental se alimenta principalmente de insectos. Su hábitat típico son las zonas boscosas de las tierras bajas y bosques. Anida en el nido de otros pájaros ya sea en árboles, en los bordes de la construcción o en los acantilados.

## Distribución
Se puede encontrar al este de los Himalayas y llega al sur de China, a la provincia de Hainan y hacia el sur a través de Indochina y hasta Australasia. Se ha registrado como ocasional en Malasia.